# Le Magnifique
Le Magnifique is een Frans-Italiaanse film van Philippe de Broca die werd uitgebracht in 1973.
Deze slapstick parodie op de spionage- en misdaadromans en -films à la James Bond is de vierde in een reeks van zes succesrijke films die Jean-Paul Belmondo onder regie van Philippe de Broca draaide.

## Verhaal
François Merlin schrijft stationsromannetjes voor de kost. Zijn drieënveertigste verhaal over de buitengewone avonturen van zijn superheld en alter ego Bob Saint-Clair komt maar niet van de grond. Aan de schrijftafel van zijn oud appartement zit hij maar voor zich uit te staren. De dagelijkse sleur werkt op zijn zenuwen, hij wordt gestoord door de poetsvrouw, de elektricien en de loodgieter, zijn uitgever weigert hem een voorschot, alles zit tegen. En ... de inspiratie komt niet, niets lukt nog.    
Geleidelijk identificeert Merlin zich met Bob Saint-Clair, zijn onoverwinnelijke geheimagent met het spannende leven. Zijn andere personages ontleent hij ook aan de werkelijkheid: zijn charmant buurmeisje op wie hij stiekem verliefd is wordt de verrukkelijke geheimagente Tatiana en zijn uitgever wordt de verachtelijke Albaanse kolonel Karpov die Bob en Tatiana gevangenneemt.

## Rolverdeling
| Acteur             | Personage                                               |
| ------------------ | ------------------------------------------------------- |
| Jean-Paul Belmondo | François Merlin / Bob Saint-Clair                       |
| Jacqueline Bisset  | Christine, de bovenbuurvrouw van Merlin / Tatiana       |
| Vittorio Caprioli  | Georges Charron, de uitgever van Merlin/ kolonel Karpov |
| Monique Tarbès     | mevrouw Berger, de poetsvrouw                           |
| Mario David        | de bijziende contractueel                               |
| Bruno Garcin       | Pilu, de student met de baard                           |
| Raymond Gérôme     | generaal Pontaubert                                     |
| Jean Lefebvre      | de elektricien                                          |
| Hans Meyer         | kolonel Collins                                         |
| Fabrizio Moresco   | de student met de pijp                                  |
| André Weber        | de loodgieter                                           |
| Hubert Deschamps   | de verkoper van schrijfmachines                         |
| Bernard Musson     | de Franse tolk die Tsjechisch spreekt                   |
| Thalie Frugès      | de gaste van Charron                                    |